# アイスサークル

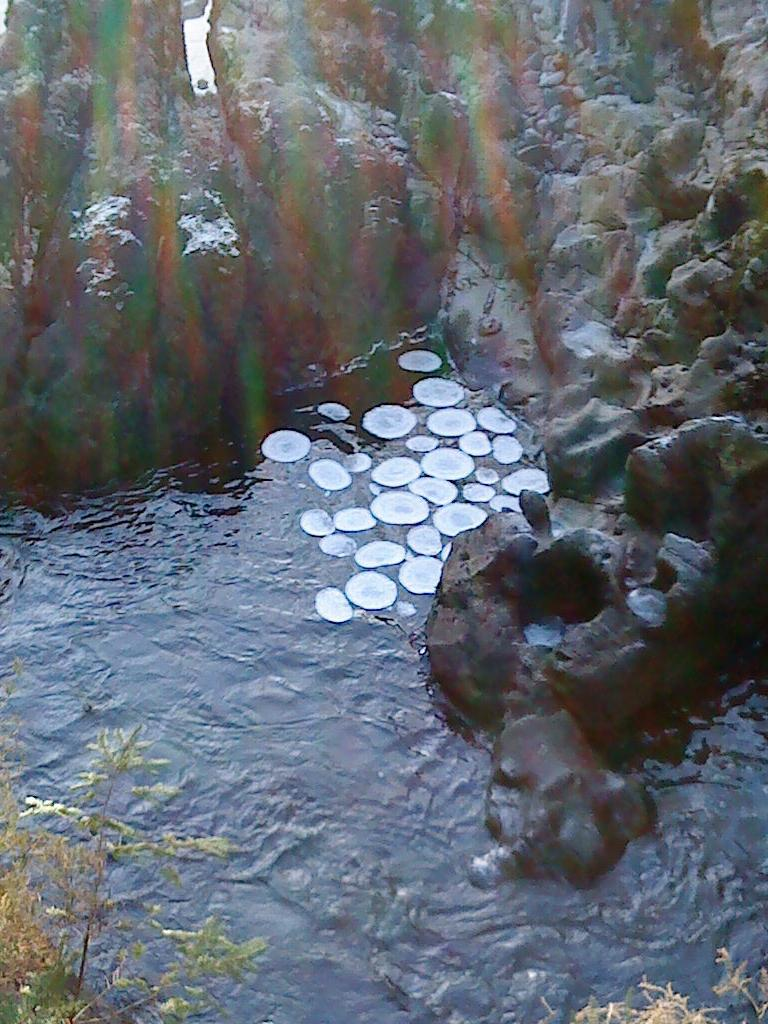
ウェールズ北部のラグウィー川において2008年12月に観測された複数のアイスパン。
大きなものでは直径 30 cm (12 in) に達した。
当時は2週間に渡り降雨がなかったため水位が下がり、氷点下の気温が1週間続いていた。

アイスサークル (英: ice circle)とは、寒冷期の緩やかな流れの小川や湖沼などで丸くて薄い氷が形成される自然現象。
アイスディスク (英: ice disc, ice disk)、またはアイスパン (英: ice pan) とも呼ばれる。
水面に円形の氷が形成され、ゆっくりと回転する。
発生する原因は未解明であるが、水中に発生する渦流により形成されると考えられている

。
しばしばスカンジナビアや北米の寒い地域で観測される。希にイングランドやウェールズにおいて観測されることもある 

。
大きさは大小さまざまであるが、大きいものでは直径 4 m (13 ft) に達するものも報告されている 

。
ロシア南東部イルクーツク州に位置するバイカル湖では数 km に達したとの報告もある 

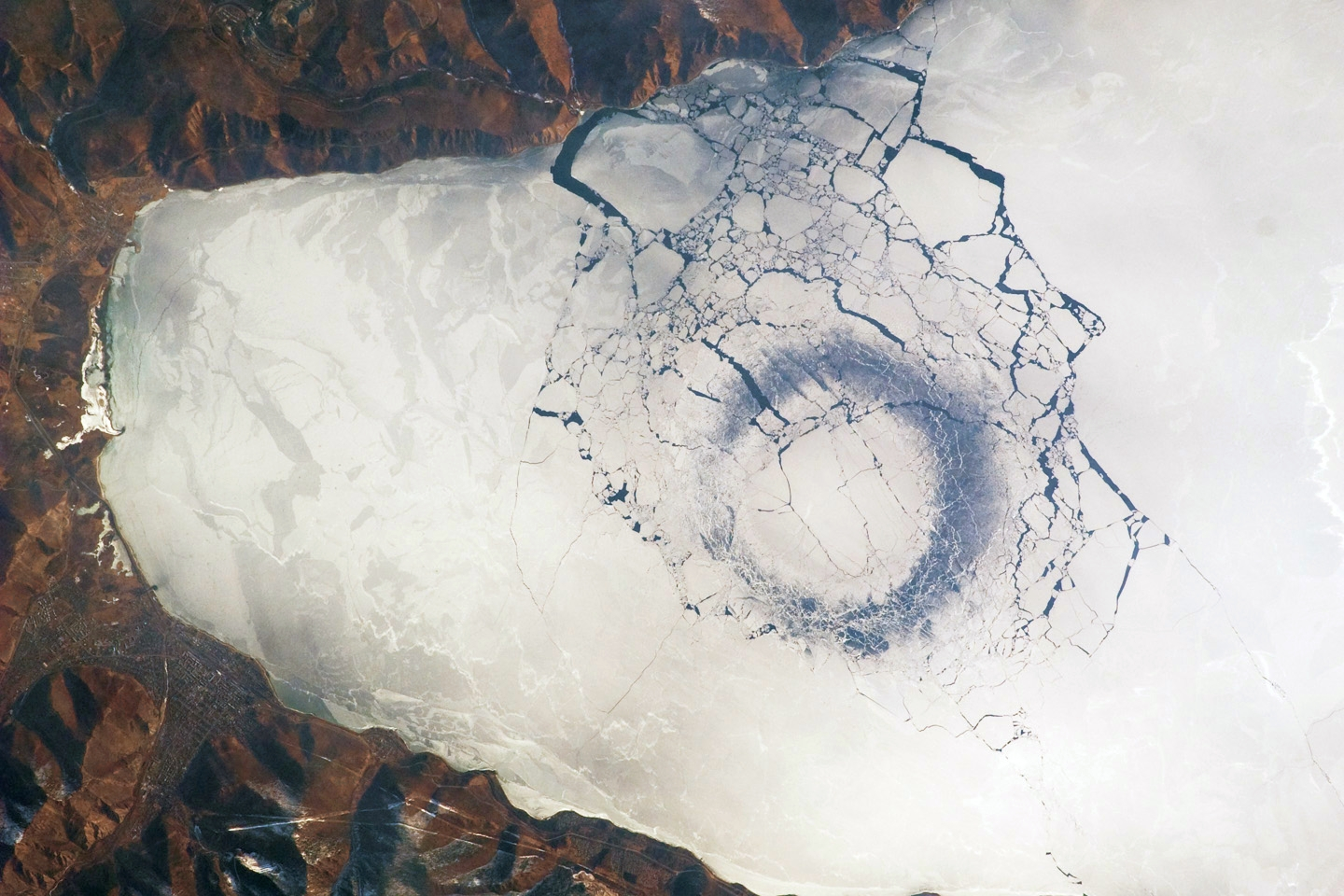
バイカル湖において、2009年4月に発見されたアイスサークル。国際宇宙ステーションから撮影した。直径は4.4 km に達する。

。

## 参照
1. 1 2   Graf Seismo (2010年3月2日). “Forscher erklären Geheimnis der Eiskreise [研究者がアイスサークルを解説]” (ドイツ語). ハンブルク: デア・シュピーゲル 2010年12月18日閲覧。
2. ↑  “Ice disc brings touch of Scandinavia to Devon river”. Times Online (タイムズ). (2009年1月14日) 2010年4月22日閲覧。
3. 1 2  David Derbyshire (2009年1月13日). “Ice one! Walker discovers 10ft-wide, spinning frozen circle in British waters for the first time”. Mail Online (デイリー・メール) 2009年1月13日閲覧。
4. ↑  “Spinning ice disc phenomenon seen in British river for first time”. Telegraph.co.uk (デイリー・テレグラフ). (2009年1月13日) 2010年4月22日閲覧。
5. ↑  “Ice Circle 2005 - Kongsberg - December 18th 2005”. Ice & Snow Circles in Norway: 6.   Norwegian Crop Circle Group. 2010年10月29日閲覧。[リンク切れ]
6. ↑  Betsy Mason、緒方亮 (2009年5月28日). “バイカル湖に「氷のミステリーサークル」、宇宙から確認”.   WIRED.jp. 2010年12月18日閲覧。